# Raión de Spírovo
El raión de Spírovo (ruso: Спи́ровский райо́н) es un distrito administrativo (raión) ruso perteneciente a la óblast de Tver. Su forma de autogobierno local es desde 2021 la de ókrug municipal (Спи́ровский муниципальный округ), albergando su territorio un único ayuntamiento con sede en la capital distrital homónima. Se ubica en el centro de la óblast.
En 2021, el raión tenía una población de 8758 habitantes, de los cuales 5194 vivían en el asentamiento de tipo urbano de Spírovo. Los otros algo más de tres mil quinientos habitantes se repartían en 140 localidades rurales, de las cuales las más pobladas son Spírovo Derevnia, Krásnoye Znamia, Vydropuzhsk (estas tres primeras de unos quinientos habitantes cada una), Kózlovo y Penkovo (estas dos últimas de unos cuatrocientos habitantes cada una).
El raión alberga el nacimiento del río Medvéditsa, y por su territorio fluyen también los ríos Tifina y Tvertsá.